# Somewhere (Eva Cassidy)
Somewhere è un album in studio della cantante statunitense Eva Cassidy, pubblicato postumo nel 2008.

## Tracce
1. Coat of Many Colors
2. My Love Is Like a Red Red Rose
3. Ain't Doin' Too Bad
4. Chain of Fools
5. Won't Be Long
6. Walkin' After Midnight
7. Early One Morning
8. A Bold Young Farmer
9. If I Give My Heart
10. Blue Eyes Crying in the Rain
11. Summertime
12. Somewhere